# Star Wars: Jedi cuối cùng
Star Wars: Jedi cuối cùng (tên gốc tiếng Anh: Star Wars: The Last Jedi, hoặc Star Wars: Episode VIII – The Last Jedi) là phim điện ảnh sử thi không gian của Mỹ năm 2017 do Rian Johnson chịu trách nhiệm đạo diễn kiêm biên kịch. Đây là phần phim thứ tám của thương hiệu điện ảnh Star Wars và đồng thời cũng là phần phim thứ hai trong bộ ba phim hậu truyện của loạt phim này, tiếp nối mạch truyện của Star Wars: Thần lực thức tỉnh (2015). Phim do hãng phim Lucasfilm sản xuất và Walt Disney Studios Motion Pictures chịu trách nhiệm phân phối trên toàn thế giới. Star Wars: Jedi cuối cùng có sự trở lại diễn xuất của Mark Hamill, Carrie Fisher, Adam Driver, Daisy Ridley, John Boyega, Oscar Isaac, Andy Serkis, Lupita Nyong'o, Domhnall Gleeson, Anthony Daniels, Gwendoline Christie và Frank Oz, cùng dàn diễn viên mới gồm Laura Dern, Benicio del Toro, và nữ diễn viên người Mỹ gốc Việt Kelly Marie Tran. Đây là bộ phim đầu tiên có sự góp mặt của Carrie Fisher được công chiếu sau khi bà mất vào tháng 12 năm 2016, và bộ phim cũng được gửi gắm như một lời tri ân tới bà. Nội dung phim xoay quanh hành trình tập luyện làm Jedi của Rey dưới sự dạy dỗ của Luke Skywalker với hi vọng lật ngược thế cờ cuộc chiến giữa hai phe gồm Tổ chức Thứ nhất do Kylo Ren cầm đầu và quân Kháng chiến, trong khi đó Đại tướng Leia Organa, Finn và Poe Dameron đều đang trong nỗ lực thoát khỏi cuộc tấn công của Tổ chức Thứ nhất khi mà đội quân Kháng chiến đang dần bộc lộ rõ những điểm yếu của mình.
Star Wars: Jedi cuối cùng là một trong bộ ba phần phim mới mà Disney công bố thực hiện sau khi sáp nhập Lucasfilm vào tháng 10 năm 2012. Phim do chủ tịch Lucasfilm Kathleen Kennedy và Ram Bergman chịu trách nhiệm sản xuất, với vị trí điều hành sản xuất được giao cho J. J. Abrams, đạo diễn của Star Wars: Thần lực thức tỉnh. John Williams, nhà soạn nhạc cho bảy phần phim trước cũng quay trở lại để đảm nhiệm phần nhạc nền của phim. Trong quá trình tiền kỳ vào tháng 12 năm 2015, nhiều phân cảnh của bộ phim được thực hiện tại đảo đá Skellig Michael thuộc Ireland, tuy nhiên, quá trình quay phim chính lại được diễn ra tại Pinewood Studios, Anh Quốc vào tháng 2 năm 2016 và kết thúc vào tháng 7 cùng năm. Công tác hậu kì kết thúc vào tháng 9 năm 2017.
Star Wars: Jedi cuối cùng có buổi ra mắt toàn thế giới tại Los Angeles vào ngày 9 tháng 12 năm 2017 và được khởi chiếu tại Bắc Mỹ vào ngày 15 tháng 12 năm 2017, cùng ngày với Việt Nam. Phim đã thu về hơn 1,3 tỷ USD toàn cầu, trở thành phim điện ảnh có doanh thu cao nhất năm 2017, phim điện ảnh có doanh thu cao thứ bảy tại Bắc Mỹ và đồng thời cũng là phim điện ảnh có doanh thu cao thứ 9 mọi thời đại tại thời điểm phim công chiếu. Đây cũng là bộ phim có doanh thu cao thứ nhì của thương hiệu Star Wars, với tổng lợi nhuận ròng đạt hơn 417 triệu USD. Đã có rất nhiều ý kiến đánh giá tích cực từ giới chuyên môn dành cho tác phẩm, đặc biệt khen ngợi dàn diễn viên, hiệu ứng hình ảnh, phần nhạc nền, diễn xuất hành động và các cung bậc cảm xúc mà phim đã tạo ra được cho người xem. Phim nhận được bốn giải đề cử tại Giải Oscar lần thứ 90, bao gồm Nhạc phim hay nhất cho John Williams và Hiệu ứng xuất sắc nhất, song song với đó là hai đề cử tại Giải BAFTA lần thứ 71. Phần phim tiếp nối có tựa đề Star Wars: The Rise of Skywalker được khởi chiếu vào ngày 20 tháng 12 năm 2019.

## Nội dung
Sau khi Căn cứ Starkiller bị phá hủy, Đại tướng Leia Organa buộc phải dẫn dắt quân Kháng chiến sơ tán khỏi hành tinh D'Qar ngay trước khi hạm đội của Tổ chức Thứ nhất đến. Sau một cuộc phản công hiệu quả nhưng mất mát của phi công Poe Dameron, hạm đội Kháng chiến nhảy vào siêu không gian để chạy trốn nhưng họ không biết rằng mình đang bị Tổ chức Thứ nhất theo dõi. Kylo Ren, con trai của Leia, phá hủy một tàu hỗ trợ của phe Kháng chiến nhưng lại do dự khi bắn vào tàu chỉ huy vì hắn cảm nhận được mẹ mình đang ở trên tàu. Tuy nhiên, một phi công chiến đấu cơ TIE đã hủy diệt phòng chỉ huy của con tàu, giết chết nhiều thành viên chủ chốt của quân Kháng chiến và khiến Leia suýt phải hi sinh, nhưng bà đã sống sót được nhờ Thần lực. Bất đồng với kế hoạch bị động của Phó Đô đốc Holdo, người nắm toàn quyền thay thế trong lúc Leia đang hồi phục, Poe đã giúp Finn, BB-8 và thợ cơ khí Rose Tico lập một kế hoạch mật để vô hiệu hóa thiết bị dò tìm của Tổ chức Thứ nhất.
Trong lúc đó, Rey cùng với Chewbacca và R2-D2 đã lái chiếc Millennium Falcon tới hành tinh Ahch-To để cố gắng thuyết phục Jedi huyền thoại Luke Skywalker giúp đỡ quân Kháng chiến. Ám ảnh về thất bại trong việc huấn luyện Kylo trở thành Jedi trước đây của mình, đồng thời cũng vì đã tự chối bỏ Thần lực, Luke lập tức từ chối, kể cả sau khi ông nghe tin người bạn cũ Han Solo đã chết. Luke cho rằng các Jedi nên biến mất, và ông cũng không hề nhận ra rằng Rey và Kylo bắt đầu giao tiếp với nhau thông qua Thần lực. Sau khi Rey và Kylo hiểu hơn về nhau, họ đều có những định hướng cho riêng mình và đều coi đối phương là đồng minh trong tương lai. Được R2-D2 thuyết phục, Luke đồng ý dạy Rey về Thần lực. Luke và Kylo, cả hai đều cho Rey thấy hai mặt của một câu chuyện vào cái đêm mà Ben sa ngã về mặt tối, Luke thú nhận rằng ông đã có ý định giết Kylo sau khi cảm thấy hắn đang dần bị Chỉ huy Tối cao Snoke đồng hóa, và điều đó đã khiến Kylo trả thù bằng cách hủy diệt Trật tự Jedi mới mà Luke đang cố gắng gây dựng lại. Rey rời Ahch-to với hi vọng đưa Kylo trở về mặt sáng. Khi Luke chuẩn bị thiêu đốt ngôi đền Jedi đầu tiên thì hồn ma của thầy Yoda đã hiện lên, triệu hồi sét để giúp ông đốt cháy ngôi đền. Yoda cũng nói với Luke rằng Rey đã học được tất cả những gì cô ấy cần, đồng thời khuyên Luke nên học hỏi từ những thất bại của chính mình.
Holdo đưa ra kế hoạch di tản các thành viên của quân Kháng chiến còn lại lên các tàu cứu hộ nhỏ. Tin rằng đây là hành động quá mạo hiểm và hèn nhát, Poe xúi giục một cuộc nổi dậy. Finn, Rose và BB-8 tới Canto Bight và nhận được sự giúp đỡ của hacker DJ, người có khả năng vô hiệu hóa thiết bị dò tìm. Họ đột nhập vào tàu của Snoke nhưng giáp mặt Chỉ huy Phasma. Cùng lúc đó, Rey cũng lên cùng con tàu và được Kylo đưa đến phòng của Snoke. Hắn hé lộ rằng tự tay hắn đã tạo ra mối liên kết giữa Kylo và Rey với ý định tiêu diệt Luke. Lệnh cho Kylo giết Rey, nhưng Kylo lại giết chính Snoke và cùng với Rey đấu với toán hộ vệ đỏ. Kylo muốn Rey cai trị thiên hà bên mình nhưng cô từ chối. Họ chật vật dùng Thần lực để điều khiển thanh gươm ánh sáng của Anakin Skywalker về phía mình, nhưng nó lại bị đứt làm đôi.
Leia hồi phục, bà làm tê liệt Poe và cho phép cuộc di tản bắt đầu. Holdo ở lại trên tàu để đánh lạc hướng hạm đội của Snoke trong khi quân Kháng chiến hạ cánh xuống một căn cứ cũ của Liên minh Nổi dậy trên hành tinh Crait. Không may, DJ phản bội nhóm Finn và tiết lộ cho Tổ chức Thứ nhất biết về cuộc di tản, khiến nhiều tàu cứu hộ bị phá hủy. Để ngăn chặn cuộc tấn công, Holdo đã hi sinh thân mình cùng con tàu bằng cách đâm vào hạm đội của Snoke với tốc độ ánh sáng. Rey chạy trốn khỏi cuộc hỗn loạn, trong khi đó Kylo tự phong mình làm tân Thủ lĩnh Tối cao. BB-8 giải cứu Finn và Rose, họ trốn thoát sau khi đánh bại Phasma, và đến Crait. Khi Tổ chức Thứ nhất tới Crait, chúng bị Poe, Finn, và Rose tấn công bằng những chiếc speeder cũ. Rey dùng chiếc Millennium Falcon để lùa đám chiến đấu cơ TIE đi khỏi, Rose kịp cứu Finn trước khi anh định xả thân hủy diệt dàn pháo của quân địch. Pháo đài của quân Kháng chiến bị đục thủng.
Trong tình thế đó, Luke xuất hiện đối đầu với Tổ chức Thứ nhất, tạo cơ hội cho các thành viên sống sót của quân Kháng chiến chạy trốn. Kylo lệnh cho toàn quân bắn hỏa lực vào Luke, nhưng ông không hề bị thương. Kylo đề nghị Luke đấu kiếm ánh sáng tay đôi, và ngay sau hai lần chém, hắn nhận ra đó chỉ là một ảo ảnh Thần lực của Luke. Luke khẳng định với Kylo rằng ông sẽ không phải là Jedi cuối cùng, trong khi Rey dùng Thần lực giúp quân Kháng chiến trốn thoát bằng tàu Falcon. Trên Ahch-To, Luke kiệt sức và ra đi một cách thanh thản, hòa làm một với Thần lực. Rey và Leia đều cảm nhận được sự ra đi của ông, và Leia nói với những thành viên còn sống sót rằng họ đã có đủ mọi thứ để hồi sinh quân Kháng chiến trở lại. Ở Canto Bight, đứa bé từng giúp Finn và Rose trốn thoát đã sử dụng Thần lực để lấy một cây chổi, và rồi cậu ngước đầu nhìn lên bầu trời vũ trụ.

## Diễn viên
- Mark Hamill vai Luke Skywalker, một Thầy Jedi vĩ đại đã đi đày trên hành tinh Ahch-To, và là con của Anakin Skywalker và Padmé Amidala.[10][11]
  - Mark ngoài ra còn đóng vai nhân vật Dobbu Scay, đặt tên theo biên tập viên của phim, Bob Ducsay.
- Carrie Fisher vai Tướng Leia Organa, em sinh đôi của Luke, từng là công chúa của Alderaan, và nữ tướng của phe Kháng chiến. Episode VIII là bộ phim cuối cùng Carrie tham gia. Bà mất vào ngày 27/12/2016, sau khi hoàn thành bộ phim.[12] Fisher đã hoàn thành bộ phim trước khi bà mất.[13][14] Bộ phim tưởng nhớ vị cố diễn viên này.[15]
- Adam Driver vai Kylo Ren, tay sai của Thủ lĩnh Tối cao Snoke, mạnh với Thần lực bóng tối và thủ lĩnh của Hiệp sĩ dòng Ren. Tên thật là Ben Solo, con trai của Han Solo và Leia Organa, cháu của (chú) Luke Skywalker, cháu ngoại của Anakin Skywalker và Padmé Amidala.[11]
- Daisy Ridley vai Rey, một cô gái nhặt phế liệu trên hành tinh Jakku nhạy cảm với Thần Lực. Sau khi gia nhập quân Kháng chiến, cô đi tìm thầy Jedi huyền thoại Luke Skywalker.[11]
- John Boyega vai Finn, một Stormtrooper của Tổ chức Thứ nhất đã đào ngũ và gia nhập phe Kháng chiến.[16]
- Oscar Isaac vai Poe Dameron, phi công của phe Kháng chiến.[17]
- Lupita Nyong'o vai Maz Kanata, một cướp biển không gian và bạn lâu năm của Han Solo và Chewbacca.[11]
- Domhnall Gleeson vai Tướng Hux, là người từng đứng đầu Căn cứ Starkiller.[11]
- Anthony Daniels vai C-3PO, một người máy phục vụ Leia Organa.[11]
- Gwendoline Christie vai Phasma, chỉ huy của quân đội Stormtrooper Tổ chức Thứ nhất.[18]
- Andy Serkis vai Chỉ huy Tối cao Snoke, thủ lĩnh Tổ chức Thứ nhất và Chủ nhân của Kylo Ren.[11]
- Laura Dern vai Amilyn Holdo, phó Đô Đốc của phe Kháng chiến.[19]
- Kelly Marie Trần vai Rose Tico, một sĩ quan bảo dưỡng máy móc của phe Kháng chiến.[20][21]
- Benicio del Toro vai DJ, một gã tội phạm bẻ khóa.[19]
- Ngô Thanh Vân vai Paige Tico, một nữ phi công của phe Kháng chiến, chị của Rose Tico.[19]
- Frank Oz vai Yoda, Bậc thầy Jedi trong quá khứ đã mất, một trong những người thầy thông thái của Luke, giờ đã là một hồn ma.[22]

Joonas Suotamo đóng vai Chewbacca, đảm nhận vai trò của Peter Mayhew đã từng thể hiện nhân vật trong phim The Force Awakens. Mayhew, ông đã 73 tuổi và bị đau đầu gối và đau lưng kinh niên, được ghi nhận là "chuyên gia tư vấn cho Chewbacca". Billie Lourd, Mike Quinn, và Timothy D. Rose đóng vai Trung úy Connix, Nien Nunb, và Đô đốc Ackbar quay về với vai diễn cũ. Amanda Lawrence đóng vai Tư lệnh D'Acy, Mark Lewis Jones và Adrian Edmondson trong vai Chỉ huy Canady và Peavey. BB-8 được điều khiển bởi người múa rối Dave Chapman và Brian Herring, lồng tiếng bởi Ben Schwartz và những hiệu ứng âm thanh cuối cùng do Bill Hader lồng vào thông qua một bộ tổng hợp. Jimmy Vee thể hiện nhân vật R2-D2.
Justin Theroux đóng vai người giải mã, trong khi Lily Cole đóng vai người bạn đồng hành của anh ta. Joseph Gordon-Levitt có giọng nói cameo trong vai Slowen Lo. Warwick Davis vai Wodibin. Gareth Edwards, đạo diễn của bộ phim Rogue One,, xuất hiện trong vai một chiến binh kháng chiến, cũng như Gary Barlow. Đạo diễn Edgar Wright và Joe Cornish cũng xuất hiện trong phim. Hermione Corfield xuất hiện với vai Tallie Lintra, phi công lái chiếc A-Wing. Noah Segan và Jamie Christopher vai phi công phản lực Starck và Tubbs.[38] Các con của Mark Hamill, Griffin, Nathan, và Chelsea, đã xuất hiện trong vai lính Kháng chiến. Hoàng tử William, công tước xứ Cambridge và Hoàng tử Harry xứ Wales đã quay những cảnh phim mà họ cameo làm Stormtrooper. Tom Hardy cũng đóng vai một stormtrooper, nhưng cuối cùng phân đoạn của anh đã bị loại khỏi bản cắt cuối cùng. Hugh Skinner đóng vai cameo quân Kháng chiến.

## Sản xuất

### Phát triển

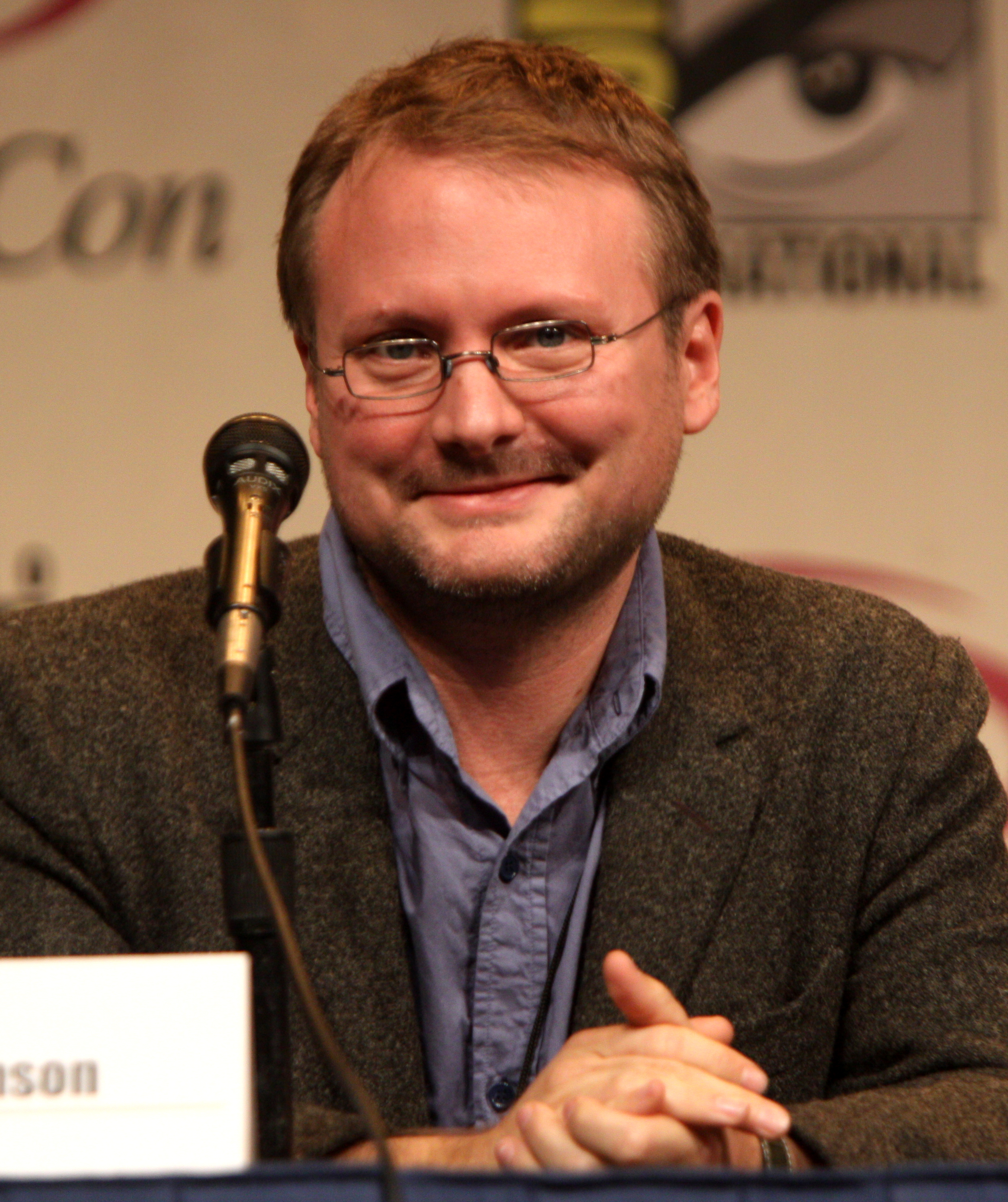
Đạo diễn và biên kịch của phim, Rian Johnson

Vào tháng 12 năm 2012, George Lucas, người sáng tạo ra thương hiệu Star Wars đã bán công ty Lucasfilm cũng như thương hiệu Star Wars cho Công ty Walt Disney. Ngay sau đó, Disney xác nhận việc thực hiện dự án bộ ba phim hậu truyện Star Wars. J. J. Abrams được công bố là đạo diễn cho bộ phim thứ nhất, Star Wars: Thần lực thức tỉnh, vào tháng 1 năm 2013. Vào tháng 6 năm 2014, Rian Johnson được xác nhận sẽ đảm nhiệm vị trí đạo diễn cho Tập VIII, đồng thời viết một số gợi ý nhỏ cho Tập IX, cả hai bộ phim đều do Ram Bergman sản xuất. Vào tháng 8 cùng năm, anh xác nhận rằng sẽ là đạo diễn của Tập VIII. Vào tháng 9, nhà làm phim Terry Gilliam phỏng vấn Rian về việc sản xuất một bộ phim đã nổi tiếng bởi một đạo diễn khác thì anh cảm thấy như thê nào, Johnson trả lời:
Tôi chỉ vừa mới bắt đầu, nhưng, thật lòng mà nói, đây là kịch bản thú vị nhất tôi đã từng viết. Nó rất là vui. Nhưng đối với riêng tôi, tôi lớn lên không chỉ xem những bộ phim như thế này mà còn chơi với đồ chơi của chúng, khi còn là trẻ con, bộ phim đầu tiên tôi tạo nên được đặt trong cái thế giới này. Phần lớn của nó [làm bộ phim] là cái tương tác trực tiếp, giống như được quay về thế giới tuổi thơ một cách kì lạ. Nhưng tôi cũng không biết nữa, hãy hỏi lại câu hỏi đó trong vài năm nữa và tôi mới có thể trả lời.

Theo như Rian, câu chuyện bắt đầu ngay sau đoạn cuối của Phần VII. Anh cho nhóm dựng cốt truyện xem những bộ phim như Twelve O'Clock High, The Bridge on the River Kwai, Gunga Din, Three Outlaw Samurai, Sahara, và Letter Never Sent để lấy cảm hứng trong khi lên ý tưởng. Anh cảm thấy khó khăn trong quá trình làm phim khi Phần VII chưa kết thúc.
Chủ tịch của Lucasfilm Kathleen Kennedy thú nhận rằng "Chúng tôi chưa đề ra một kế hoạch cụ thể cho bộ ba phần sau". Kathleen nói rằng, J.J đã hợp tác cùng với Johnson để tạo ra một chuyển đổi mượt mà giữa 2 phần phim. J. J. Abrams cùng với Jason McGatlin và Tom Karnowski sẽ điều hành sản xuất bộ phim. Lucasfilm công bố tựa đề của bộ phim The Last Jedi vào ngày 23, tháng 1 năm 2017.

### Tuyển vai
Vào tháng 9 năm 2015, Disney đã đưa ra danh sách các diễn viên nữ tham gia vào bộ phim Gina Rodriguez, Tatiana Maslany, và Olivia Cooke. Trong tháng đó, Benicio del Toro đã xác nhận rằng mình sẽ đóng vai phản diện trong phim, và Mark Hamill cũng được xác nhận. Vào tháng 10 năm 2015, Gugu Mbatha-Raw được đồn là sẽ xuất hiện trong phim. Vào tháng 11, Jimmy Vee vào vai R2-D2. Cùng tháng đó, Kennedy thông báo vào buổi công chiếu The Force Awakens ở Luân-đôn rằng tất cả dàn diễn viên sẽ quay lại Tập VIII cùng với một số ít các thành viên mới. Vào tháng 1 năm 2016, khi bắt đầu quay phim, Laura Dern và Kelly Marie Trần đã được xác nhận rằng sẽ tham gia vào bộ phim nhưng chưa biết về vai diễn. Vào tháng 4 năm 2017, trong buổi khai mạc Lễ kỉ niệm Star Wars Orlando, Lucafilm thông báo rằng Kelly sẽ vào vai Rose, một vai diễn không hề nhỏ trong phần phim này.

### Quay phim
Quay phim của đơn vị phụ được thực hiện trong giai đoạn tiền sản xuất ở hòn đảo Skellig Michael, Ireland vào ngày 14, tháng 12, năm 2015, vì lí do khó khăn trong việc quay phim ở đây vào mùa khác trong năm. Quá trình quay phim diễn ra trong 4 ngày, nhưng bị hoãn lại vào ngày đầu tiên do điều kiện thời tiết xấu. Vào tháng 11 năm 2014, Ivan Dunleavy, giám đốc điều hành của trường quay Pinewood, xác nhận rằng bộ phim sẽ được quay tại đây, và đồng thời cũng được quay tại Mexico. Vào tháng 12 năm 2015, Del Toro hé lộ rằng quay phim sẽ bắt đầu vào tháng 3 năm 2016 còn Kennedy lại xác nhận rằng quay phim sẽ bắt đầu vào tháng 1 năm 2016. Khâu sản xuất bắt đầu ở sàn 007 thuộc trường quay Pinewood vào ngày 15/12/2015. Rick Heinrichs phụ trách thiết kế sản xuất.
Vào tháng 1 năm 2016, sản xuất của Tập VIII bị đẩy lùi sang tháng 2, do kịch bản phải viết lại kịch bản phim. Quay phim lại tiếp tục có nguy cơ bị trì hoãn thêm do cuộc tranh luận giữa hai tổ chức Producers Alliance for Cinema and Television và Broadcasting, Entertainment, Cinematograph and Theatre Union. Vào 10/2/2016, CEO của Disney, Bob Iger xác nhận rằng những cảnh quay chính đang được thực hiện, dưới nhan để làm việc là Space Bear. Thêm nữa, bộ phim còn được quay ở Dubrovnik từ 9/3 đến 19/3 năm 2016, cũng như Ai-len vào tháng 5. Malin Head ở County Donegal và một đồi núi Ceann Sibeal ở County Kerry, cũng được chọn làm địa điểm quay. Các cảnh cuộc chiến trên hành tinh Crait được quay tại đồng muối Salar de Uyuni, tại Bolivia.
Bộ phim đóng máy vào ngày 22, tháng 7 năm 2016, nhưng cho đến tháng 12, Nyong'o vẫn chưa quay cảnh của cô. Vào tháng 12, năm 2017, các cảnh bộ phim được thông báo là quay bằng IMAX.
Theo như nhà thiết kế sinh vật Neal Scanlan, "Có nhiều hiệu ứng thực tế trong bộ phim này hơn tất cả các phần phim Star Wars trước đó", bộ phim có chứa khoảng từ 180 tới 200 sinh vật được dựng lên bởi hiệu ứng thực tế, một số bị cắt khỏi phim trong giai đoạn cuối. Yoda trong phim được dựng lên bằng rối, giống như trong ba phần gốc (trái lại trong bộ ba phần prequel, Yoda được tạo bằng CGI).

### Âm nhạc
Vào tháng 7 năm 2013, Kennedy công bố tại sự kiện Star Wars Celebration Europe rằng John Williams sẽ quay trở lại và tiếp tục thực hiện phần âm nhạc cho bộ ba phần phim hậu truyện Star Wars. Williams đã xác nhận vai trò của ông tại một buổi hòa nhạc tại Tanglewood vào tháng 8 năm 2016, đồng thời cho biết ông sẽ bắt đầu công việc soạn nhạc cho phim từ tháng 12 năm 2016 đến khoảng tháng 3 hoặc tháng 4 năm 2017. Vào ngày 21 tháng 2 năm 2017, quá trình ghi âm dưới sự chỉ đạo của Williams và William Ross vẫn đang hoàn thành đúng tiến độ.
Tất cả các ca khúc được viết bởi John Williams.
| STT              | Nhan đề                                                                   | Thời lượng |
| ---------------- | ------------------------------------------------------------------------- | ---------- |
| 1.               | "Main Title and Escape"                                                   | 7:25       |
| 2.               | "Ahch-To Island"                                                          | 4:22       |
| 3.               | "Revisiting Snoke"                                                        | 3:28       |
| 4.               | "The Supremacy"                                                           | 4:00       |
| 5.               | "Fun with Finn and Rose"                                                  | 2:33       |
| 6.               | "Old Friends"                                                             | 4:28       |
| 7.               | "The Rebellion is Reborn"                                                 | 3:59       |
| 8.               | "Lesson One"                                                              | 2:09       |
| 9.               | "Canto Bight" (Bao gồm một phần bài "Aquarela do Brasil" của Ary Barroso) | 2:37       |
| 10.              | "Who Are You?"                                                            | 3:04       |
| 11.              | "The Fathiers"                                                            | 2:42       |
| 12.              | "The Cave"                                                                | 2:59       |
| 13.              | "The Sacred Jedi Texts"                                                   | 3:32       |
| 14.              | "A New Alliance"                                                          | 3:13       |
| 15.              | "Chrome Dome"                                                             | 2:01       |
| 16.              | "The Battle of Crait"                                                     | 6:47       |
| 17.              | "The Spark"                                                               | 3:35       |
| 18.              | "The Last Jedi"                                                           | 3:03       |
| 19.              | "Peace and Purpose"                                                       | 3:06       |
| 20.              | "Finale"                                                                  | 8:28       |
| Tổng thời lượng: | Tổng thời lượng:                                                          | 77:31      |

## Phát hành

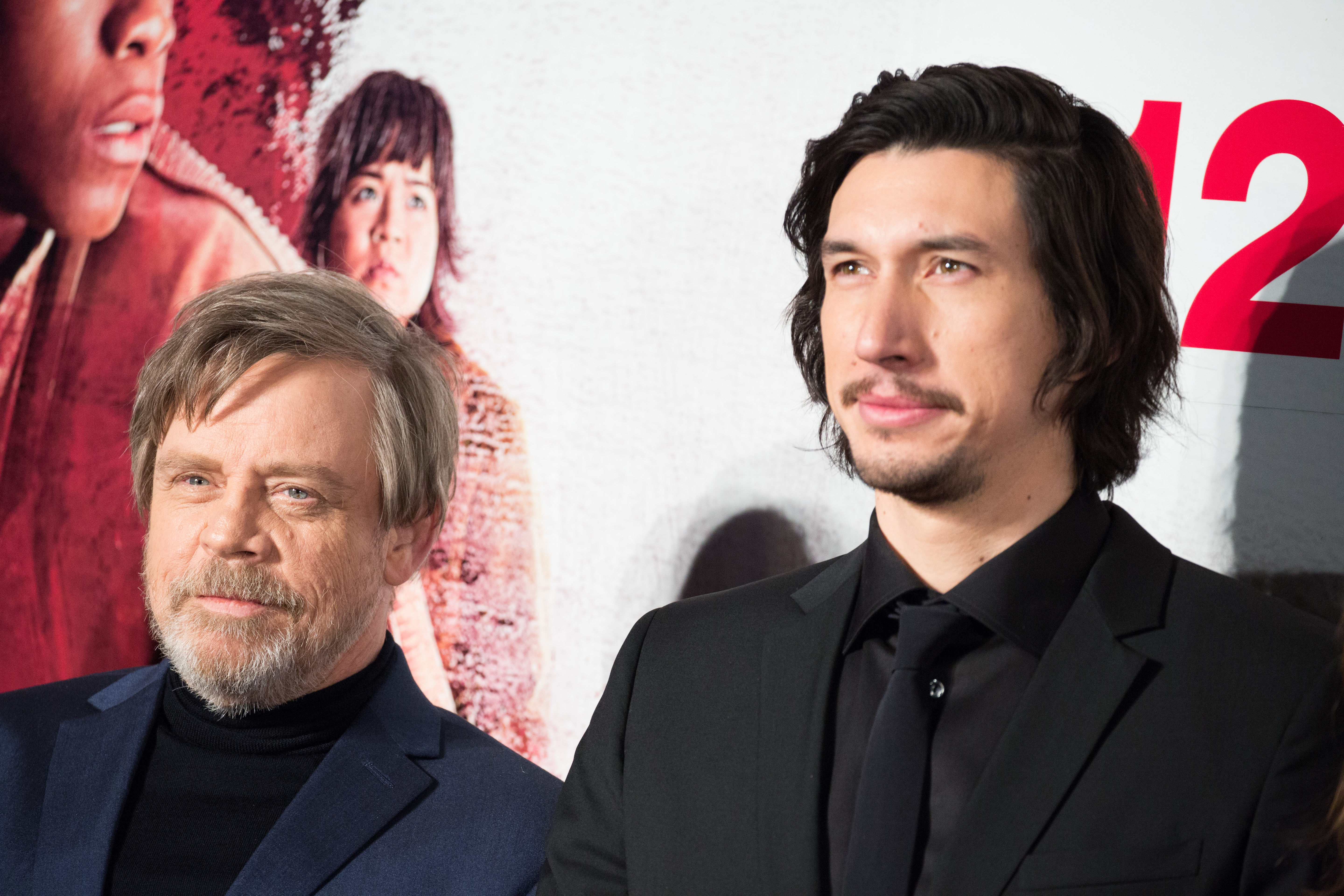
Thảm đỏ ra mắt phim tại Nhật Bản- Mark Hamill và Adam Driver

Vào tháng 1 năm 2015, giám đốc điều hành của Disney, Bob Iger, cho biết Tập VIII được phát hành vào năm 2017,, và vào tháng 3, Lucasfilm đã công bố ngày phát hành là 26 tháng 5 năm 2017. Vào tháng 1 năm 2016, The Last Jedi được dời lại vào ngày 15 tháng 12 năm 2017 dưới dạng 3D và IMAX 3D. Tương tự như The Empire Strikes Back, Return of Jedi và The Force Awakens, tựa đề "Episode VIII" sẽ được đưa vào phần đầu của bộ phim, mặc dù không có trong tựa đề chính thức.
Vé đặt trước được bán ở Mỹ từ ngày 9 tháng 10 năm 2017, và cũng như hai bộ phim Star Wars: The Force Awakens và Rogue One, các máy chủ bán vé của Fandango đã bị sập do quá tải số lượng đặt vé.
Bộ phim có buổi công chiếu toàn thế giới ở Los Angeles vào ngày 9, tháng 12 năm 2017. Công chiếu ở Châu Âu được tổ chức ở Nhà hát Royal Albert với một sự kiện thảm đỏ.
Thông báo cho biết rằng Disney đã đặt ra nhiều điều kiện mà các rạp chiếu The Last Jedi ở Mỹ phải tuân thủ, mà nhiều người coi đó là hơi "quá độ". Disney muốn bộ phim này được chiếu ở phòng chiếu lớn nhất trong 4 tuần đầu (đối với các bộ phim khác, tuy Disney cũng đặt ra điều kiện này nhưng chỉ trong 2 tuần) và cắt giảm 65% giá bán vé. Thoả thuận này, được yêu cầu phải giữ kín, cũng có các quy định về khuyến mại và các hạn chế trong việc loại bỏ bất kỳ cuộc kiểm tra định kỳ nào. Vi phạm sẽ bị phạt thêm 5% tiền bán vé. Một số rạp từ chối chiếu bộ phim do những thỏa thuận này. Các đại diện của ngành công nghiệp coi chính sách này là hợp lý, trích dẫn các hoạt động của Disney và Star Wars, và rằng kinh doanh sẽ được bảo đảm bởi sự thu hút rất lớn của bộ phim, và bán hàng giảm giá, sẽ bù đắp cho việc cắt giảm doanh thu bán vé.

### Marketing
Một bộ tám tem quảng cáo đã được phát hành vào ngày 12, tháng 10, năm 2017 tại Anh bởi Royal Mail với tranh vẽ của Malcolm Tween.[97] Vào ngày 19 tháng 9 năm 2017, Australia Post phát hành một bộ tem gói.[98] Các chiến dịch quảng cáo tie-in đã được thực hiện với Nissan Motors và Bell Media, trong số những người khác. Hai trailer chính đã được phát hành, và nhiều TV spot khác. Mô hình đồ chơi của nhiều nhân vật đã được phát hành vào tháng 10 và vé đặt trước cho The Last Jedi được bắt đầu bán ra vào cùng tháng.
Một số cuốn sách tie-in đã được bán cùng ngày phát hành bộ phim tại Bắc Mỹ, bao gồm The Last Jedi: Visual Dictionary và sách đọc, hoạt động dành cho trẻ em. Các tiểu thuyết liên quan bao gồm nhiều cuốn sách Cobalt Squadron, và Canto Bight, một tập hợp các tiểu thuyết về sòng bài Canto Bight.

### Trò chơi điện tử
Giống như The Force Awakens, không có trò chơi tie-in chính thức cho The Last Jedi, nhằm tích hợp nội dung từ phim vào các trò chơi điện tử Star Wars khác, bao gồm Star Wars Battlefront II, giới thiệu nhiều nội dung khác nhau từ bộ phim, trong tuần lễ thứ hai của "mùa giải đầu tiên của trò chơi".[100] Bản cập nhật cho trò chơi điện thoại di động MOBA Star Wars: Force Arena cũng đã thêm nội dung từ bộ ba phần sequel, bao gồm một số nhân vật xuất hiện trong The Last Jedi. Các nhân vật trong bộ phim cũng xuất hiện trong game RPG Star Wars: Galaxy of Heroes.

## Đón nhận

### Doanh thu
Vào thời điểm ngày 1, tháng 3 năm 2017, Star Wars: The Last Jedi đã thu về $618.9 triệu tại Mỹ và Ca-na-đa, và $711.4 triệu ở các vùng khác, với tổng doanh thu $1.330 tỉ. Bộ phim có doanh thu mở màn là $450.8 triệu, đứng thứ 5 trong sô những bộ phim có doanh thu mở màn cao nhất mọi thời đại. Tuần chiếu IMAX có doanh thu mở màn là $40.6 triệu, cao thứ hai toàn thế giới, trừ Trung Quốc. Doanh thu hòa vốn của bộ phim được dự đoán là vào khoảng $800 triệu.
Tại Mỹ và Canada, The Last Jedi được thông báo là đã thu về khoảng $200 triệu từ 4,232 rạp chiếu phim khác nhau vào tuần đầu tiên công chiếu. Bộ phim thu về $45 triệu trong buổi chiếu sớm thứ 5, cao nhât mọi thời đại (sau The Force Awakens $57 triệu). Nó tiếp tục thu về hơn $104.8 triệu vào ngày mở màn (tính cả buổi ra mắt sớm) và $220 triệu vào tuần đầu tiên, cả hai đều cao xếp thứ hai. Tuần công chiếu còn bao gồm cả các buổi chiếu IMAX thu về $25 triệu, doanh thu IMAX cao nhất năm và cao thứ hai mọi thời đại sau The Force Awakens. Bộ phim thu về $72 triệu nữa vào tuần thứ hai (và thêm được $100.5 triệu vào khung 4 ngày Giáng Sinh), giảm 67%. Đây là sự sụt giảm doanh thu khá lớn so với các bộ phim Star Wars khác, nhưng bộ phim vẫn đứng đầu doanh thu phòng vé. Bộ phim thu được $52.4 triệu vào tuần thứ ba, lại một lần nữa đứng đầu phòng vé. Doanh thu đã đưa bộ phim lên tổng cộng $517.1 triệu, vượt lên bộ phim Người đẹp và quái vật và đứng đầu doanh thu 2017. Ở tuần tiếp theo, bộ phim thu về $23.7 triệu và bị vượt qua bởi Jumanji: Trò chơi kỳ ảo (bộ phim này cũng đang ở tuần thứ ba) và Insidious: The Last Key.
Trên toàn thế giới, bộ phim kì vọng thu về $424–440 triệu, tính cả $224–240 triệu ngoài Bắc Mỹ. Trong hai ngày đầu, bộ phim thu về $60.8 triệu từ 48 thị trường. Các nước có doanh thu cao là Anh ($10.2 triệu), Đức ($6.1 triệu), Pháp ($6 triệu), Úc ($5.6 triệu) và Brazil ($2.5 triệu). Vào cuối tuần, bộ phim thu về $230.8 triệu ngoài nội địa, cao thứ 9 mọi thời đại. Trong đó, đứng thứ 3 tại Anh với doanh thu $36.7 triệu, $23.6 triệu tại Đức (đứng thứ hai), $18.1 triệu tại Pháp, $15.9 triệu tại Úc (thứ 2), $14.4 triệu tại Nhật Bản, $8.5 triệu tại Nga, $8.3 triệu tại Tây Ban Nha, $7.2 triệu tại Brazil, $7 triệu tại Ý và Mexico, $6.0 triệu tại Thụy Điển, và $5.1 triệu tại Hàn Quốc.

### Đánh giá của giới phê bình
Trên hệ thống tổng hợp kết quả đánh giá Rotten Tomatoes, Star Wars: The Last Jedi nhận được 93% phiếu bầu yêu thích dựa trên 337 lời nhận xét, với số điểm trung bình là 8.1/10. Lời phê của trang web bình luận là "Star Wars: The Last Jedi tôn lên những di sản đặc sắc của Star Wars và cũng thêm nhiều tình tiết mới-và cung cấp một trải nghiệm tràn đầy cảm xúc mà các người hâm mộ có thể hy vọng". Trên Metacritic, bộ phim đạt được số điểm 86/100 dựa trên 54 lời bình, cho thấy sự "phổ quát ca ngợi".
Matt Zoller Seitz của RogerEbert.com cho bộ phim 4/4 sao, ca ngợi những bất ngờ và sự rủi ro của bộ phim "Bộ phim hoạt động riêng lẻ như là một cuộc phiêu lưu thành thật với đầy đủ những anh hùng và những kẻ phản diện say đắm và một thiền định về những phần tiếp theo và các đặc quyền nhượng quyền thương mại.... [Phim] chứa đầy các câu hỏi về di sản, tính hợp pháp và sự kế thừa, và bao gồm nhiều cuộc tranh luận về việc liệu một người nên nhân rộng hoặc từ chối các câu chuyện và biểu tượng của quá khứ." Viết cho tờ Rolling Stone, Peter Travers chấm bộ phim 3.5/4 sao, khen ngợi dàn diễn viên cùng với hướng đi của câu truyện: "Bạn đang nằm trong tay người có kỹ năng siêu phàm Johnson, người đảm bảo bạn rời khỏi rạp chiếu với đa cảm. Phần cuối của bộ ba hiện tại, The Last Jedi đứng đầu với những sử thi về bộ phim Star Wars hay nhất (ngay cả đỉnh cao là The Empire Strikes Back) bằng cách hướng tới một thế hệ tiếp theo của những người tiên phong - và tràn ngập hy vọng mới."
Richard Roeper của Chicago Sun-Times cho bộ phim 3.5 sao, nói rằng "Star Wars: The Last Jedi... không giống như một cú đấm tình cảm [như bộ phim The Force Awakens] và nó đã bị giảm một nửa trong phân đoạn thứ hai, [nhưng] đây vẫn là một chương sử thi xứng đáng trong Star Wars, hiện lên với những cảnh hành động thú vị, tràn ngập khiếu hài hước và chứa đựng nhiều sự "gợi lại" cho các nhân vật cũ và những khoảnh khắc mang tính biểu tượng." Còn về The Hollywood Reporter, Todd McCarthy nói: "Nắm bắt được khung cảnh hành động và thỏa mãn khán giả trung thành của bộ phim, đạo diễn kiêm biên kịch Rian Johnson lao vào vũ trụ mà George Lucas nhìn chung rất vui lòng vì đôi khi nó muốn tìm những thứ hữu ích và/hoặc thú vị cho một số nhân vật của nó làm."
Will Gompertz, biên tập viên của BBC, chấm bộ phim 4/5 sao, viết "Rian Johnson... không hủy hoại ngày Giáng Sinh của bạn với một đĩa gà Tây. Thứ mà anh gửi cho các bạn là một cái bánh cracker, một bộ phim bom tấn chứa đầy phát kiến, trí tuệ và hành động." Mark Kermode, nhà phê bình điện ảnh của tờ The Guardian cho bộ phim 4/5 sao nói rằng Johnson "chứng minh mình là một bậc thầy về sự cân bằng, giữ cho lực lượng chiến đấu của thương hiệu liên thiên hà này hòa hợp gần như hoàn hảo." Sự không thể đoán trước của cốt truyện được đánh giá cao bởi các nhà phê bình như Alex Leadbeater của Screen Rant, người đã nhận xét cụ thể rằng, cái chết của Snoke là "một nút thắt hay nhất trong nhiều năm gần đây".

### Đánh giá của khán giả
Tiếp nhận của khán giả về bộ phim thông qua phương pháp bỏ phiếu khoa học là rất tích cực. Khán giả được CinemaScore thăm dò ngẫu nhiên vào ngày khai mạc đã cho thấy bộ phim có điểm trung bình là "A" trên thang điểm A+ đến F. Khảo sát từ SurveyMonkey và PostTrak của comScore nhận thấy rằng 89% khán giả đã xếp loại phim một cách tích cực, bao gồm một xếp hạng năm sao hiếm hoi.
Các phần đánh giá do người dùng tạo ra của Rotten Tomatoes và Metacritic chứa các điểm số âm tính hơn đáng kể, đạt được tỷ lệ tương ứng là 47% và 4.6/10. Một số nhà tổng quan suy đoán rằng điểm số của người dùng thấp là kết quả của việc thao túng, hoặc bằng cách phối hợp bỏ phiếu từ các nhóm internet hoặc từ các bot. Quarzt lưu ý rằng một số tài khoản mới đưa ra các đánh giá tiêu cực cho cả The Last Jedi và Thor: Ragnarok, trong khi Bleeding Cool nói rằng những đánh giá cho Thor đã giảm dần đến thời điểm đó nhưng sau đó đã tăng vọt. Để đáp lại những tuyên bố giả mạo, Rotten Tomatoes đã phát hành một tuyên bố rằng họ không phát hiện bất kỳ hoạt động bất thường nào ngoài một "sự gia tăng đáng chú ý trong số lượng đánh giá của người dùng bằng văn bản" lên The Last Jedi.
Các nhà đánh giá đã mô tả The Last Jedi là một sự chia rẽ giữa giới hâm mộ Star Wars. Todd VanDerWerff của Vox phát hiện ra rằng những người hâm mộ bất mãn đã xem bộ phim quá tiến bộ, không thích sự hài hước, cốt truyện, hay nhân vật của phim, hoặc cảm thấy bị phản bội vì nó bỏ qua các giả thuyết của người hâm mộ. Những nhà đánh giá khác cũng có những quan sát tương tự. Đặc biệt chia rẽ là tiết lộ rằng cha mẹ của Rey không đáng kể, nhiều người hâm mộ đã mong đợi cô là con gái của Luke hoặc chia sẻ một dòng huyết thống với một nhân vật khác trong bộ ba gốc. Cũng có phản ánh rằng nhân vật của Snoke chưa được phát triển và hành động của Luke tương phản với vai diễn anh hùng trước đây của ông. Các nhà phê bình nói rằng các giả thuyết của fan đã có sự thuyết phục rất mạnh làm một số khán giả khó chấp nhận những câu chuyện khác, nhưng cũng có những khán giả khác đánh giá cao các cảnh hành động, giai điệu và sự khác biệt của bộ phim khỏi truyền thống Star Wars.

### Giải thưởng
| Giải thưởng                                | Ngày trao giải       | Thể loại                                                                                | Người nhận và người được đề cử                                                          | Kết quả   | Tham khảo |
| ------------------------------------------ | -------------------- | --------------------------------------------------------------------------------------- | --------------------------------------------------------------------------------------- | --------- | --------- |
| Giải Oscar                                 | 4, tháng 3 năm 2018  | Nhạc phim hay nhất                                                                      | John Williams                                                                           | Đề cử     | [ 115 ]   |
| Giải Oscar                                 | 4, tháng 3 năm 2018  | Biên tập âm thanh xuất sắc nhất                                                         | Matthew Wood và Ren Klyce                                                               | Đề cử     | [ 115 ]   |
| Giải Oscar                                 | 4, tháng 3 năm 2018  | Hòa âm hay nhất                                                                         | David Parker, Michael Semanick, Ren Klyce và Stuart Wilson                              | Đề cử     | [ 115 ]   |
| Giải Oscar                                 | 4, tháng 3 năm 2018  | Hiệu ứng hình ảnh xuất sắc nhất                                                         | Ben Morris, Mike Mulholland, Neal Scanlan và Chris Corbould                             | Đề cử     | [ 115 ]   |
| Giải thưởng ADG                            | 27, tháng 1 năm 2018 | Giải thưởng Giám đốc nghệ thuật cho xuất sắc trong thiết kế sản xuất cho phim giả tưởng | Rick Heinrichs                                                                          | Đề cử     | [ 116 ]   |
| Giải thưởng Điện ảnh Viện Hàn lâm Anh quốc | 18, tháng 2 năm 2018 | Âm thanh xuất sắc                                                                       | Ren Klyce, David Parker, Michael Semanick, Stuart Wilson, Matthew Wood                  | Đề cử     | [ 117 ]   |
| Giải thưởng Điện ảnh Viện Hàn lâm Anh quốc | 18, tháng 2 năm 2018 | Hiệu ứng hình ảnh xuất sắc nhất                                                         | Stephen Alpin, Chris Courbould, Ben Morris, Neal Scanlan                                | Đề cử     | [ 117 ]   |
| Hiệp hội các nhà thiết kế trang phục       | 20, tháng 2 năm 2018 | Phim viễn tưởng xuất sắc nhất                                                           | Michael Kaplan                                                                          | Đề cử     | [ 118 ]   |
| Giải thưởng Empire                         | 18, tháng 3 năm 2018 | Phim hay nhất                                                                           | Star Wars: The Last Jedi                                                                | Đoạt giải | [ 119 ]   |
| Giải thưởng Empire                         | 18, tháng 3 năm 2018 | Đạo diễn xuất sắc nhất                                                                  | Rian Johnson                                                                            | Đoạt giải | [ 119 ]   |
| Giải thưởng Empire                         | 18, tháng 3 năm 2018 | Nam diễn viên xuất sắc nhất                                                             | John Boyega                                                                             | Đề cử     | [ 119 ]   |
| Giải thưởng Empire                         | 18, tháng 3 năm 2018 | Nữ diễn viên xuất sắc nhất                                                              | Daisy Ridley                                                                            | Đoạt giải | [ 119 ]   |
| Giải thưởng Empire                         | 18, tháng 3 năm 2018 | Nữ diễn viên mới xuất sắc nhất                                                          | Kelly Marie Tran                                                                        | Đề cử     | [ 119 ]   |
| Giải thưởng Empire                         | 18, tháng 3 năm 2018 | Phim Khoa học viễn tưởng/Viễn tưởng xuất sắc nhất                                       | Star Wars: The Last Jedi                                                                | Đề cử     | [ 119 ]   |
| Giải thưởng Empire                         | 18, tháng 3 năm 2018 | Thiết kế sản xuất xuất sắc nhất                                                         | Star Wars: The Last Jedi                                                                | Đề cử     | [ 119 ]   |
| Giải thưởng Empire                         | 18, tháng 3 năm 2018 | Hiệu ứng hình ảnh xuất sắc nhất                                                         | Star Wars: The Last Jedi                                                                | Đoạt giải | [ 119 ]   |
| Giải thưởng Empire                         | 18, tháng 3 năm 2018 | Thiết kế trang phục xuất sắc nhất                                                       | Michael Kaplan                                                                          | Đoạt giải | [ 119 ]   |
| Giải Sao Thổ                               | Tháng 6, 2018        | Phim khoa học viễn tưởng hay nhất                                                       | Star Wars: The Last Jedi                                                                | Đề cử     | [ 120 ]   |
| Giải Sao Thổ                               | Tháng 6, 2018        | Nam diễn viên chính xuất sắc nhất                                                       | Mark Hamill                                                                             | Đoạt giải | [ 120 ]   |
| Giải Sao Thổ                               | Tháng 6, 2018        | Nữ diễn viên chính xuất sắc nhất                                                        | Daisy Ridley                                                                            | Đề cử     | [ 120 ]   |
| Giải Sao Thổ                               | Tháng 6, 2018        | Nữ diễn viên phụ xuất sắc nhất                                                          | Carrie Fisher                                                                           | Đề cử     | [ 120 ]   |
| Giải Sao Thổ                               | Tháng 6, 2018        | Nữ diễn viên phụ xuất sắc nhất                                                          | Kelly Marie Tran                                                                        | Đề cử     | [ 120 ]   |
| Giải Sao Thổ                               | Tháng 6, 2018        | Đạo diễn xuất sắc nhất                                                                  | Rian Johnson                                                                            | Đề cử     | [ 120 ]   |
| Giải Sao Thổ                               | Tháng 6, 2018        | Kịch bản xuất sắc nhât                                                                  | Rian Johnson                                                                            | Đoạt giải | [ 120 ]   |
| Giải Sao Thổ                               | Tháng 6, 2018        | Thiết kế sản xuất xuất sắc nhất                                                         | Rick Heinrichs                                                                          | Đề cử     | [ 120 ]   |
| Giải Sao Thổ                               | Tháng 6, 2018        | Dựng phim xuất sắc nhất                                                                 | Bob Ducsay                                                                              | Đoạt giải | [ 120 ]   |
| Giải Sao Thổ                               | Tháng 6, 2018        | Nhạc phim hay nhất                                                                      | John Williams                                                                           | Đề cử     | [ 120 ]   |
| Giải Sao Thổ                               | Tháng 6, 2018        | Thiết kế trang phục xuất sắc nhất                                                       | Michael Kaplan                                                                          | Đề cử     | [ 120 ]   |
| Giải Sao Thổ                               | Tháng 6, 2018        | Hóa trang xuất sắc nhất                                                                 | Peter Swords King, Neal Scanlan                                                         | Đề cử     | [ 120 ]   |
| Giải Sao Thổ                               | Tháng 6, 2018        | Hiệu ứng hình ảnh xuất sắc nhất                                                         | Ben Morris, Mike Mulholland, Chris Corbould, Neal Scanlan                               | Đề cử     | [ 120 ]   |
| Giải thưởng VES                            | 13, tháng 2 năm 2018 | Hiệu ứng hình ảnh nổi bật trong tính năng photoreal                                     | Ben Morris, Tim Keene, Eddie Pasquarello, Daniel Seddon, Chris Corbould                 | Đề cử     | [ 121 ]   |
| Giải thưởng VES                            | 13, tháng 2 năm 2018 | Quay phim thực tế ảo xuất sắc trong một dự án photoreal                                 | Cameron Nielsen, Albert Cheng, John Levin, Johanes Kurnia cho "Trận chiến Crait"        | Đề cử     | [ 121 ]   |
| Giải thưởng VES                            | 13, tháng 2 năm 2018 | Mô phỏng hiệu ứng nổi bật trong tính năng photoreal                                     | Peter Kyme, Miguel Perez Senet, Ahmed Gharraph, Billy Copley cho "Cuộc dội bom"         | Đề cử     | [ 121 ]   |
| Giải thưởng VES                            | 13, tháng 2 năm 2018 | Mô phỏng hiệu ứng nổi bật trong tính năng photoreal                                     | Mihai Cioroba, Ryoji Fujita, Jiyong Shin, Dan Finnegan cho "Siêu chiến hạm bị hủy diệt" | Đề cử     | [ 121 ]   |

## Phần sau
Tập IX sẽ là bộ phim kết thúc loạt ba phần sequel, nó được dự kiến trình chiếu vào ngày 20, tháng 12 năm 2019. Những cảnh quay chính sẽ được bắt đầu vào tháng 6 năm 2018. Mặc dù ban đầu bộ phim sẽ do Colin Trevorrow đạo diễn, vào tháng 12 năm 2017, Lucasfilm thông báo rằng Trevorrow đã rút khỏi dự án. Một tuần sau, Lucasfilm thông báo rằng J. J. Abrams sẽ quay lại đạo diễn Tập IX và cùng viết kịch bản với Chris Terrio, với các đồng tác giả nói rằng Tập IX sẽ tập hợp đầy đủ các yếu tố của cả ba bộ ba phim.
Trước khi Carrie Fisher mất, bà đã tham gia vào phần phim này. Mặc dù gia đình của bà cho phép các nhà làm phim sử dụng hình ảnh của bà trước khi mất, nhưng bà sẽ không xuất hiện trong phim. Vào tháng 1 năm 2017, Lucasfilm tuyên bố trên website rằng họ sẽ không sử dụng CGI để tái tạo lại bà.